# Golpe de Estado en Perú de 1919
El golpe de Estado en Perú de 1919 fue un quiebre del orden constitucional propiciado el 4 de julio por el entonces candidato presidencial y expresidente Augusto B. Leguía, con el respaldo de la gendarmería de Lima, contra el gobierno saliente de José Pardo y Barreda. El resultado del golpe fue exitoso para Leguía, quien dio inicio al proceso político conocido como «Patria Nueva», por el que pretendía modernizar el país a través de un cambio de relaciones entre el Estado y la sociedad civil, y que derivó en una dictadura de once años que se conoce como el Oncenio. Este gobierno finalizó abruptamente por otro golpe de Estado, en 1930, encabezado por el comandante Luis Miguel Sánchez Cerro.

## Antecedentes
En las elecciones de 1919, convocadas por el entonces presidente José Pardo, se presentaron como candidatos Ántero Aspíllaga (presidente del oficialista Partido Civil) y el expresidente Augusto B. Leguía (candidato del opositor Partido Democrático Reformista) quien había gobernado el país entre 1908 y 1912. Durante la campaña presidencial, Leguía se presentó como el abanderado de los anhelos juveniles universitarios y las clases trabajadoras y populares por cambiar las estructuras del país. Su triunfo se vislumbraba, al ser el candidato más carismático.
Los comicios se realizaron y el escrutinio daba como vencedor a Leguía; fue entonces cuando la Corte Suprema anuló gran cantidad de votos que favorecían al Partido Democrático Reformista y se temía que las elecciones fueran anuladas por el Congreso. Frente a este panorama, y alegando que su victoria no iba a ser reconocida por el gobierno civilista, Leguía y sus partidarios dieron un golpe de Estado en la madrugada del 4 de julio de 1919.

## El golpe del 4 de julio
El plan consistió en que dos batallones de la gendarmería de Lima asaltasen el Palacio de Gobierno. El complot, iniciado el 3 de julio, fue un éxito ya que el Ejército no repelió el golpe, los marinos de la Base Naval del Callao se inclinaron por acabar con el gobierno civilista, y los conjurados lograron apresar al presidente José Pardo, quien iba a culminar su mandato en apenas 45 días, y parte de su gobierno. Leguía hizo su flamante ingreso en el Palacio presidencial a las seis de la mañana, siendo aplaudido por la tropa afín y civiles partidarios.

"El comandante en jefe del Ejército nacional saluda a los señores jefes y oficiales de los diferentes cuerpos de la guarnición y la armada, y les comunica que en virtud del movimiento efectuado en la mañana de hoy, ha sido depuesto el Presidente José Pardo, y proclamado el elegido por los pueblos A.B. Leguía.
Proclama del Coronel Gerardo Álvarez, 4 de julio de 1919

Hubo un intento de restablecer el orden constitucional por parte del coronel Samuel del Alcázar, quien comandó un batallón del Ejército que se desplegó por las calles aledañas a la Plaza de Armas de Lima. Conforme iban llegando las compañías a la sede del Gobierno se plegaron al golpe. Tras una breve escaramuza entre los gendarmes que resguardaban el Palacio presidencial y la tropa que acompañaba al coronel Alcázar, este fue preso. Por su parte, el jefe del Estado Mayor, coronel Pedro Pablo Martínez, intentó reunir a la tropa acantonada en el cuartel de Santa Beatriz para asaltar el Palacio de Gobierno, pero los soldados se habían unido al golpe dando vivas a Leguía.
Una turba asaltó las instalaciones del periódico El Comercio, mientras que otra prendió fuego a la residencia del presidente Pardo.
Pardo fue desterrado a Nueva York. Leguía asumió el poder como presidente provisorio y su primer acto fue disolver el Congreso, que le era adverso. El 21 de julio, Leguía publicó un manifiesto en el diario oficial El Peruano justificando su accionar:

La consideración de que es un deber ineludible obtener que no se frustre el voto popular emitido ya, me obligan a asumir la Jefatura Suprema de la República como Presidente Provisional.
Augusto Leguía en manifiesto a la Nación, 21 de julio de 1919

El golpe de Estado fue apoyado solo por el Partido Constitucional del mariscal y héroe nacional Andrés Avelino Cáceres.

## Consecuencias
Leguía convocó un plebiscito para someter al voto de la ciudadanía una serie de reformas constitucionales que consideraba necesarias; entre esas reformas se contemplaba elegir al mismo tiempo al Presidente de la República y a los miembros del Congreso, ambos con períodos de cinco años (antes, el mandato presidencial era de cuatro años y el Parlamento se renovaba por tercios cada dos años). De esa manera, quería fortalecer el Ejecutivo frente al Legislativo y evitar la exacerbada oposición parlamentaria que había sufrido en su primer gobierno. También convocó a elecciones a celebrarse en septiembre para integrar un nuevo congreso constituyente, el que tomaría el nombre de Asamblea Nacional, cuya misión sería dar una nueva Constitución Política, en reemplazo de la Constitución de 1860, que era la que regía entonces.  La Asamblea se instaló el 24 de septiembre de 1919 y fue presidida por el sociólogo y jurisconsulto Mariano H. Cornejo. El 12 de octubre la Asamblea proclamó a Leguía como Presidente Constitucional de la República.
Para recompensar al Ejército por su complicidad en el golpe, el presidente Leguía promovió ascensos entre la oficialidad.